# Moïsseï Goubelman
Moïsseï Izraïlevitch Goubelman (en russe : Моисе́й Изра́илевич Губельма́н), né le 31 décembre 1883 (12 janvier 1884 dans le calendrier grégorien) à Tchita (oblast de Transbaïkalie) et mort le 12 janvier 1968 à Moscou (URSS) est un révolutionnaire, publiciste, dirigeant de parti et syndical, membre de la Société des prisonniers politiques.

## Biographie
Né dans une famille de colons exilés. Son frère est Iemelian Iaroslavski, révolutionnaire, leader du parti communiste, idéologue et leader de la politique antireligieuse en URSS. Il est diplômé de l'école municipale de Tchita,.
Il est l'un des organisateurs des premiers cercles marxistes en Transbaïkalie. Il a participé aux événements révolutionnaires de 1905-1906 à Tchita ; la république de Tchita. Il a ensuite servi dans l'armée au sein du 18e régiment de fusiliers sibériens à Nizhniaïa Beriozovka (Verkhnéoudinsk). Il créa ensuite son organisation de « l'Union militaire ». En 1907-1910, il opère clandestinement à Vladivostok et Blagovechtchensk. En juin 1910, il fut arrêté et condamné à huit ans de travaux forcés. En janvier 1917, il est envoyé s'installer dans l'oblast de Iakoutsk,,.
Pendant la guerre civile russe, il était membre du Bureau extrême-oriental du Comité central du PCUS. Il est membre du Conseil militaire de la république d'Extrême-Orient, dirigé par Vassili Blücher, ainsi que membre du gouvernement de la république d'Extrême-Orient. À partir de novembre 1920, il est secrétaire du Comité Amour du PCUS. À partir de la fin de 1923, il travaille au Tsentrosoyuz à Moscou. En 1926-29, il était président de l'organisation de la Croix-Rouge russe du Parti communiste. Dès 1933, il est président du Comité central du Syndicat des travailleurs du commerce d'État,.
Il a été délégué dès 14e aux 16e congrès du parti. Il prend sa retraite en 1947. Il est récompensé de l'ordre de Lénine le 13 juin 1955 et de deux autres ordres. Au moment de la dissolution du Comité antifasciste juif, son présidium était composé de 20 personnes. Seuls trois d'entre eux n'ont pas été arrêtés : Iakov Kreïzer, Alexandre Frumkine et Moïseï Goubelman. En septembre 1955, il s'adressa au Comité de contrôle du Parti du Comité central du PCUS avec une déclaration dans laquelle il demandait au PCC d'examiner l'affaire Blücher, estimant que le maréchal avait été déraisonnablement réprimé,.
Il a été enterré au cimetière de Novodievitchi.

## Essais
- Lazo. - Moscou: Jeune Garde, 1956. — (ZhZL) — 280 p.